# Suprug
Suprug ili muž je naziv za muškog bračnog partnera, odnosno člana bračne zajednice. Muž je u pravilu oženjen za ženu, iako u državama koje poznaju istospolni brak može biti oženjen i za drugog muškarca. U većini slučajeva ima samo jednu ženu (monogamija), iako neke kulture također poznaju poligamističke oblike braka, najčešće u obliku muža koji ima više žena (poliginija) ili, što je prilično rijetko, muža koji ženu dijeli s više drugih muškaraca (poliandrija).
Položaj muža u odnosu na ženu, odnosno njegova prava i obaveze variraju u odnosu na različite kulture i povijesne periode. Sve do stvaranja modernih zapadnih društava gdje se ravnopravnost spolova navodi kao ideal, muškarac je u braku obično bio u formalno ili stvarno superiornom položaju, odnosno raspolagao sa zajedničkom imovinom i bio ovlašten donositi sve značajne odluke; s druge strane, od muškaraca se tradicionalno očekivalo da služi kao glavni izvor prihoda, odnosno štiti ženu i djecu. 